# Röstigenkänning
Röstigenkänning syftar på teknologier som gör det möjligt att genom talet autentisera en specifik person, det vill säga att avgöra om en person är den som han/hon utger sig att vara. Ibland kan man vilja ta ett steg till och identifiera en person, dvs automatiskt avgöra vem det är som talar. 
Den viktigaste tillämpningen är säkerhetsteknik.
Tekniker använder sig av unika signaturer i varje människans stämma. Man kan lura röstigenkänning genom att spela upp en intalad talsekvens, men detta kan förhindras/försvåras genom att till exempel man ber personen att läsa upp en slumpmässig text.
Röstigenkänning blandas ibland ihop med taligenkänning  (=igenkänning av vad som sägs).